# 나베시마 나오야스

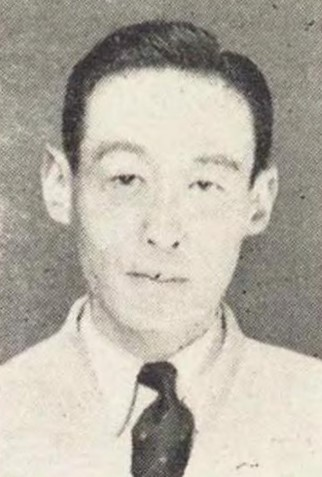
나베시마 나오야스 후작

나베시마 나오야스(鍋島直泰)는 일본의 정치인, 골프 선수이다. 나베시마씨 제13대 당주이다. 작위는 후작.
골프·곤충학(나비연구 및 수집)·클래식카 등 다양한 분야에서 독자적인 족적을 남긴 다방면의 명사이다.
| 전임 나베시마 나오미쓰 | 제3대 나베시마 후작가 당주 1943년 ~ 1947년 | 후임 화족제도 폐지 |